# 临沂北站
- 關於2003至2018年间曾称临沂北站的胶新铁路上的车站，請見「临沂东站」。

临沂北站位于中华人民共和国山东省临沂市兰山区白沙埠镇乔家湖村，是日兰高速铁路上的高铁枢纽站。2017年12月全面开工，共设8台20线，其中日兰场4台10线，京沪场4台10线。2019年11月26日投入使用。本站也计划预留京沪高铁第二通道、济莱临城际和临连城际铁路等相关联络线的出岔条件。

## 车站设计
临沂北站以“水乳交融”为文化主题，主站房规模为76000平方米，站房配套用房20000平方米，站房总面积为96000平方米，站房型式为跨线高架式，站房设计一次完成建设。站场下部架空，东西宽度约为240米，南北进深约为370米，中间设约100米宽城市通廊，两侧各设4车道作为公交车以及出租车进出站通道。售票厅设有壁画《沂水东流》，进站口设有以《沁园春·长沙》为创作灵感的壁画《万山红遍》，而候车大厅上空设有名为《振翅腾飞》的公共艺术作品。

## 歷史
- 2017年12月13日全面开工。
- 2018年11月，临沂北站高铁站房基础工程完工，正在进行站房的建设。[4]
- 2019年11月26日，临沂北站已经投入运营。